# Musculus palpopalpalis maxillae primus
Musculus palpopalpalis maxillae primus, mięsięń a, mięsień 19a (ang. first intrinsic muscle of the maxillary palp) – mięsień wchodzący w skład aparatu gębowego owadów.
Jest to pierwszy wewnętrzny mięsień głaszczków szczękowych. Mięsień ten wychodzi z pierwszego sklerytu głaszczków szczękowych i przyczepia do drugiego sklerytu głaszczków szczękowych.